# Commodore International
Commodore, el nombre común usado para la empresa Commodore International, fue una compañía estadounidense de electrónica y hardware con sede en West Chester, Pensilvania que tuvo un papel primordial en el desarrollo de la industria del ordenador doméstico/ordenador personal en la década de 1980. La compañía es también conocida bajo el nombre de su departamento de I+D, Commodore Business Machines (CBM). Commodore desarrolló y comercializó el ordenador de sobremesa más vendido a nivel mundial, el Commodore 64 (1982), pero no supo conducir a buen puerto una mejora competitiva para el diseño de hardware de sus equipos de 16 bits, los Commodore Amiga, que fueron paulatinamente desplazados en relación de precio y características por los cada vez más masivos IBM PC y sus clones compatibles con DOS y Windows. Se declara en bancarrota en 1994, siendo sus activos vendidos a diversos compradores. La línea Amiga ve sucederse los intentos por relanzarla sin ningún resultado positivo, mientras que la marca Commodore pasa por diversos propietarios hasta que la neerlandesa Tulip Computers se hace con los derechos. Comercializa bajo esta marca diferentes periféricos (teclados multimedia, ratones, reproductores MP3, pendrives, etc) y consumibles, y utiliza los derechos para comercializar el C64 Direct-to-TV. En 2004 Tulip vende la marca Commodore a Yeahronimo Media Ventures por 22 millones de euros. La venta se concreta en marzo de 2005 tras meses de negociaciones.
Desde entonces la nueva compañía se ha centrado en los equipos con moddings especiales para jugadores, y presentó en el Consumer Electronics Show de 2009 un netbook y un par de PDAs

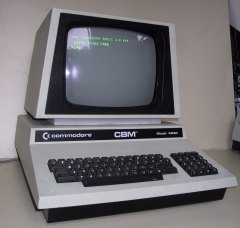
Commodore modelo 4032.

## Historia
Tuvo sus inicios en la compañía que fundó Jack Tramiel en los años 50, que comenzó reparando máquinas de escribir y luego a principios de los 70 tomó el control de MOS Technology, propiedad de Chuck Peddle, e introdujo la KIM-1, una computadora de placa madre sencilla que se programaba en lenguaje de máquina.
Parte del éxito de esta compañía se debe a la utilización del procesador MOS 6502, desarrollado por MOS Technology. Luego desarrollaron computadoras tales como la PET, VIC-20, Commodore 64, Commodore 128, Commodore 16, Plus/4 y otras.
La posterior compra de Amiga Computer trajo la salida al mercado del modelo Commodore Amiga 1000.
En España los productos de Commodore fueron inicialmente distribuidos por Microelectrónica y Control, si bien en junio de 1987 se constituyó oficialmente la filial Commodore S.A., dependiente directamente de Commodore International. La nueva filial, dirigida primero por Santiago de Gracia y luego por Miguel Ángel Esteban, asumió los activos y la estructura de Microelectrónica y Control. Tras la marcha de Esteban, pasó a depender de Commodore Italia, hasta que en septiembre de 1993 fue cerrada definitivamente esta filial.
Actualmente los productos Commodore son muy conocidos en España y Argentina por el impacto tecnológico en el diseño sofisticado y moderno de sus productos y componentes. Garbarino S.A. es la responsable del ensamble y distribución en el área Argentina siendo venta exclusiva en locales propios a la empresa, la misma es filial de la actual firma española de la marca siendo la única distribuidora del país.